# Open delle Puglie 2023
L'Open delle Puglie 2023 è stato un torneo di tennis femminile giocato sui campi in terra rossa all'aperto. È stata la 2ª edizione del torneo, facente parte del WTA Challenger Tour 2023. Il torneo si è giocato al Circolo Tennis Bari di Bari in Italia dal 4 al 10 settembre 2023.

## Partecipanti al singolare

### Teste di serie
| Nazionalità | Giocatrice            | Ranking* | Testa di serie |
| ----------- | --------------------- | -------- | -------------- |
| Francia     | Alizé Cornet          | 74       | 1              |
| Romania     | Jaqueline Cristian    | 99       | 2              |
| Spagna      | Aliona Bolsova        | 113      | 3              |
| Italia      | Sara Errani           | 115      | 4              |
| Slovenia    | Tamara Zidanšek       | 118      | 5              |
| Brasile     | Laura Pigossi         | 131      | 6              |
| Spagna      | Marina Bassols Ribera | 136      | 7              |
| Germania    | Noma Noha Akugue      | 142      | 8              |

* Ranking al 28 agosto 2023.

### Altre partecipanti
Le seguenti giocatrici hanno ricevuto una wild card per il tabellone principale:
- Vittoria Paganetti
- Giorgia Pedone
- Jennifer Ruggeri

La seguente giocatrice è entrata in tabellone con il ranking protetto:
- Patricia Maria Țig

Le seguenti giocatrici sono passate dalle qualificazioni:
- Freya Christie
- Katarzyna Kawa
- Jibek Kulambaeva
- Angelica Moratelli

## Partecipanti al doppio

### Teste di serie
| Nazione  | Giocatrice         | Nazione   | Giocatrice        | Rank1 | Seed |
| -------- | ------------------ | --------- | ----------------- | ----- | ---- |
| Spagna   | Aliona Bolsova     | Venezuela | Andrea Gámiz      | 160   | 1    |
| Slovenia | Dalila Jakupović   |           | Irina Chromačëva  | 189   | 2    |
| Italia   | Angelica Moratelli | Italia    | Camilla Rosatello | 207   | 3    |
| Polonia  | Katarzyna Kawa     | Rep. Ceca | Anna Sisková      | 214   | 4    |

* Ranking al 28 agosto 2023.

### Altre partecipanti
Le seguenti giocatrici hanno ricevuto una wild card per il tabellone principale:
- Giorgia Pedone /  Jennifer Ruggeri

## Campionesse

### Singolare
Tamara Zidanšek ha sconfitto in finale  Rebecca Šramková con il punteggio di 3-6, 7-5, 6-1.

### Doppio
Katarzyna Kawa /  Anna Sisková hanno sconfitto in finale  Valentini Grammatikopoulou /  Elixane Lechemia con il punteggio di 6-1, 6-2.